# Spirotropis limula
Spirotropis limula é uma espécie de gastrópode do gênero Spirotropis, pertencente a família Drilliidae.